# Camarena
For the town in the province of Teruel, Tây Ban Nha, see Camarena de la Sierra
Camarena là một đô thị trong tỉnh Toledo, Castile-La Mancha, Tây Ban Nha. Theo điều tra dân số 2006 (INE), đô thị này có dân số là 2838 người.